# Aleida
Aleida ist ein weiblicher Vorname. Der Name stellt eine Variante von Adelheid dar.

## Namensträgerinnen
- Aleida Assmann (* 1947), deutsche Anglistin, Ägyptologin und Literatur- und Kulturwissenschaftlerin
- Aleida Budde (1800–1852), niederländische Malerin und Zeichnerin
- Aleida Greve (1670–1742), niederländische Malerin
- Aleida Guevara (* 1960), kubanische Politikerin, Kinderärztin und Tochter des Revolutionärs Che Guevara
- Aleida Leurink (1682–1755), niederländische Pfarrersfrau, 57 Jahre lang Tagebuchschreiberin
- Aleida March (* 1936), Ehefrau von Che Guevara und Mutter von Aleida Guevara
- Aleida Montijn (1908–1989), deutsche Komponistin, Pianistin und Musikpädagogin